# 锡默灵火葬场

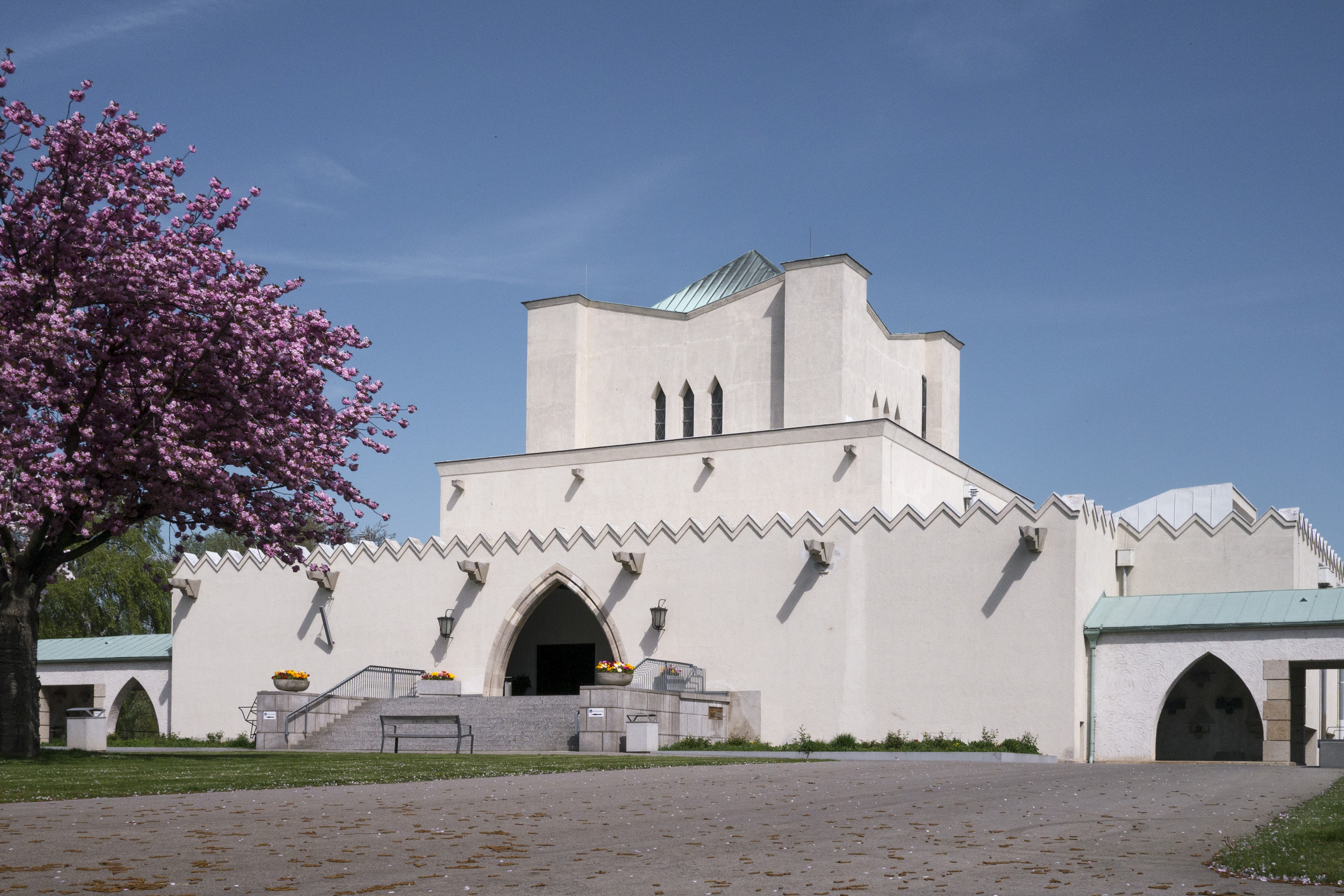
锡默灵火葬场

锡默灵火葬场（Feuerhalle Simmering）是位于奥地利首都維也納锡默灵的一個火葬場，該火葬場还配有骨灰瓮墓地。火葬场位于维也纳中央公墓正门正对面。
19世紀末，奥地利湧現了火葬支持者，他們花了數十年提倡进行火葬，並申請建造火葬場，但相关申请总被当局否决。1921年，已处在奥地利社会民主党控制之下的维也纳市议会（紅色維也納）批准在維也納城中建造一座火葬场。不過维也纳市长雅科布·罗伊曼因批准建造火葬场而被起诉，1924年，雅科布·罗伊曼勝訴。
1922年12月17日，维也纳市长雅科布·罗伊曼为锡默灵火葬场揭幕，这是奥地利全国第一座火葬场。該火葬场也是紅色維也納市政府的社会与卫生服务政策之一。